# Гортлуд
Гортлуд — деревня в Косинском районе Пермского края. Входит в состав Чазёвского сельского поселения. Располагается юго-западнее районного центра, села Коса. Расстояние до районного центра составляет 36 км. По данным Всероссийской переписи населения 2010 года, в деревне проживало 63 человека (30 мужчин и 33 женщины).

## История
До Октябрьской революции населённый пункт Гортлуд входил в состав Юксеевской волости, а в 1927 году — в состав Чазёвского сельсовета. По данным переписи населения 1926 года, в деревне насчитывалось 16 хозяйств, проживало 100 человек (51 мужчина и 49 женщин). Преобладающая национальность — коми-пермяки.
По данным на 1 июля 1963 года, в деревне проживало 144 человека. Населённый пункт входил в состав Чазёвского сельсовета.